# Srí Lanka táncai

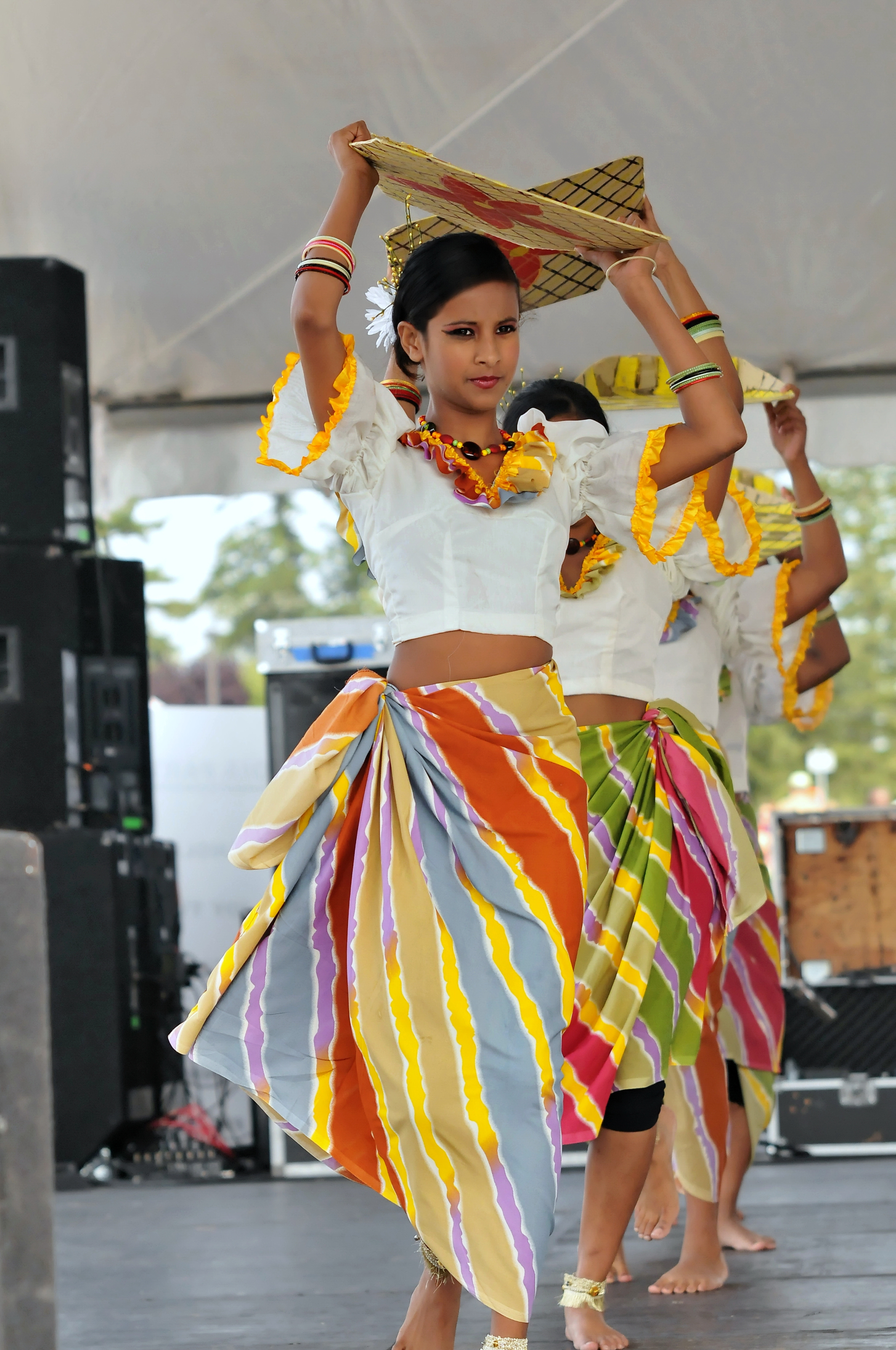
Hagyományos Srí Lanka-i szüreti tánc.

A Srí Lanka-i táncok eredete az őslakosokhoz, a Wanniyala-Aettókhoz és a "yakkákhoz” („azok, akik vassal dolgoznak") vezethető vissza.

## Hagyományos táncok
A Srí Lanka-i táncoknak három fő stílusa van:
- A Kandy-táncok a hegyvidéki területekről, ismertebb nevükön Uda Rata Natum
- A déli síkságok táncai, melyeket Pahatha Rata Natum néven ismernek
- A Sabaragamuwa táncok, vagy Sabaragamuwa Natum

A Kandy-tánc nevét Srí Lanka utolsó királyi fővárosáról, Kandy-ról kapta, mely a mai fővárostól (Colombo) körülbelül 120 kilométerre található. Manapság ezt a műfajt tekintik a hagyományos Srí Lanka-i táncnak. A Szanszkrit terminológiában ezt tiszta táncnak (nrtta) nevezik. Ez tartalmazza a ’’tala’’ (ritmus) egy magasan fejlett rendszerét, melyet cintányérokkal biztosítanak, ezt thalampataa-nak nevezik. A Kandy-táncnak öt különböző típusa létezik: ves, naiyandi, uddekki, pantheru és vannams.
A három hagyományos táncforma eltér egymástól stílusban, a kéz-és a test mozdulataiban, a fellépők ruházatában. A dobok, melyek a ritmus és a hangminták biztosítására szolgálnak, mérete és formája szintén eltérő.
A Kandy-táncban használt dobot Geta Bera-nak, a Ruhunu (síkvidék) táncban használt dobot Yak Bera-nak, a Sabaragamu táncban használt dobot pedig Davula-nak nevezik (a bera vagy bereya szó szingaléz nyelven dobot jelent).
A legfőbb megkülönböztető jegy a Kandy, a Sabaragamu és a Ruhunu táncok között, hogy a Ruhunu táncosok álarcokat viselnek.

## Tánc stílusok
Ves-tánc

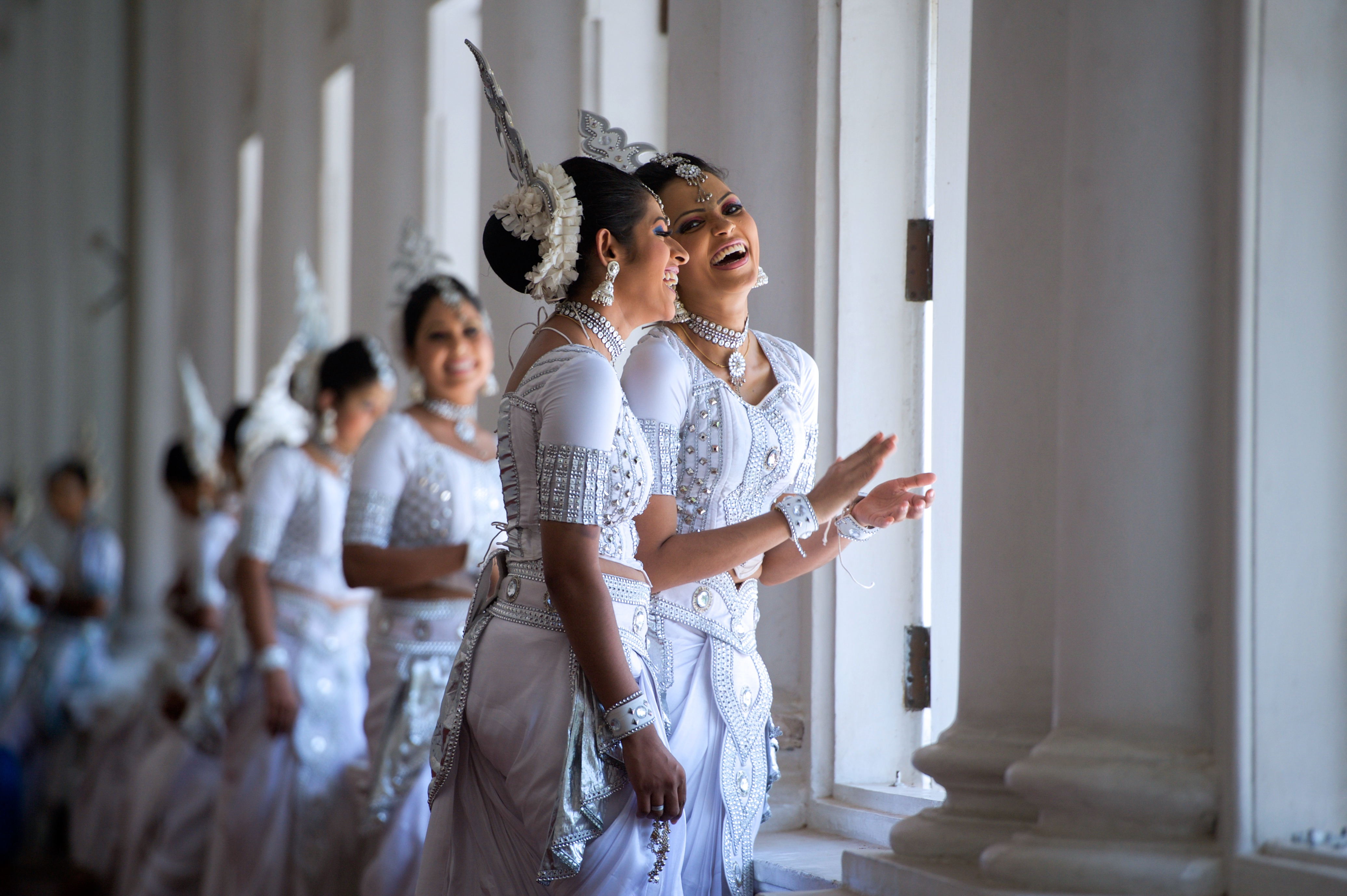
Nő táncosok hagyományos Kandy ruhában.

A Ves-tánc a legnépszerűbb stílus, az ősi tisztító szertartásból, a Kohomba Yakuma vagy más néven Kohomba Kanakariya, ered. A tánc, engesztelő jellegű volt, sosem világias és kizárólag férfiak adták elő. A gazdagon díszített ves ruházatot, főképp a fejfedőt, Kohomba istentől eredeztetik és szentnek tartják.
Csak a 19. század végén hívtak meg először ves-táncosokat fellépni a Kankariya Templom területén kívül, az éves Kandy Perahera fesztiválon. Manapság a díszes viseletben fellépő ves-táncosok testesítik meg a Kandy-táncot.
Naiyandi-tánc
A Naiyandi öltözetbe bújt táncosok a Kohomba Kankariya fesztivál kezdeti előkészületikor adnak elő, a lámpások meggyújtásakor és a démonoknak szánt étel előkészítésekor. A táncos fehér ruhát visel, fehér turbánnal, gyöngydíszítéseket a mellkasán, egy övet, gyöngysorokat a nyaka körül, ezüstláncokat, réz váll lemezeket, bokaláncokat, és csengettyűket. Ezt az elegáns táncot ünnepi alkalmakkor a Maha Vishnu és a Kataragama Devales templomokban is előadják.
Uddekki-tánc
Az udekki egy nagyon tekintélyes tánc. Nevét az udekkiről kapta, mely egy kisméretű lakkozott kézi dob, mely homokóra alakú, nagyjából 18 centiméter hosszú és isteni eredetet tulajdonítanak neki. A legenda szerint a két dobbőrt Ísvarától, a hangot pedig Visnutól kapták. A mondák úgy tartják, hogy a hangszert Sakra utasításai alapján készítették el és az istenek mennyei palotájában játszottak rajta. A hangszeren igen bonyolult játszani. A táncos a játékot énekkel kíséri, közben megfeszíti a dobon lévő húrokat, hogy különböző hangmagasságokat érjen el.
Pantheru-tánc
A pantheruwa egy Pattini istennőnek szentelt hangszer. Leginkább csörgődobra hasonlít (a bőr nélkül) és kis cintányérok vannak erősítve a kerülete köré. Úgy tartják, a tánc Sziddhártha herceg idejében jelent meg. Az istenek ezen a hangszeren játszottak a győztes csaták ünneplésekor és a Szingaléz királyok pantheru-táncosokat fogadtak a győzelmeik megünneplésére. A viselet, hasonló az udekki-táncosokéhoz, de a pantheru-táncosok nem viselnek gyönggyel díszített kabátot és az udekki-táncosok bonyolult fodrait a derékrésznél egy díszzsebkendővel helyettesítik.
Vana
A vannam szó a szingaléz varnana szóból származik, mely egyfajta dicséret, hálaadás. Az ősi szingaléz szövegek több vannamot is említenek, melyeket csakis énekben adtak elő. Ezek később szóló táncokká fejlődtek. A történelemből kiderül, hogy a Kandy király Sri Weeraparakrama Narendrasinghe nagymértékben támogatta a zenét és a táncot. Ének és táncversenyeket tartottak egy úgynevezett Kavikara Mauduwa (feldíszített tánc aréna)-ban.
Úgy tartják, hogy a tizennyolc fő vannamhoz tartozó kavik (versek melyeket megénekeltek a zene mellett) Ganithalankara, egy idős bölcs által íródtak, a Kandy templom egy buddhista szerzetese segítségével. A vannamokat különböző elemek inspirálták, például természet, történelem, legendák, népi vallás, népművészet és szent tanok, és mindegyiket egy sajátos módon adták elő. A tizennyolc hagyományos vannam a gajaga ("elefánt"), thuranga ("ló"), mayura ("páva"), gahaka ("kagyló héj"), uranga ("csúszó-mászó állatok"), mussaladi ("vadnyúl"), ukkussa ("sas"), vyrodi ("drágakő"), hanuma ("majom"), savula ("kakas"), sinharaja ("oroszlán"), naga ("kobra"), kirala ("Indiai bíbic "), eeradi ("nyíl"), Surapathi ( Surapathi istennő tiszteletére), Ganapathi (Ganapathi isten tiszteletére), uduhara (a király nagyságát kifejező), and assadhrusa (Buddha érdemeit nagyrabecsülve). Ezekhez még hozzátartozik a samanala ("pillangó"), bo (az Anuradhapurában lévő szent bo fa, mely annak a fának a csemetéje, mely alatt Buddha megvilágosodásra lelt), és a hansa vannama ("hattyú"). A vannama-tánctradíció hét alkotórészből áll: kutya-tánc, macska-tánc, oroszlán-tánc, strucc-tánc, papagáj-tánc, stb.
Síksági táncok (Pahatharata Natum)
A síkságok táncai erősen rituális jellegűek. Ez a táncforma az ártó szellemek, melyek a betegségeket okozzák, lecsillapítására szolgál és ezért Ördög-táncnak is nevezik. A táncosok álarcokat viselnek, melyek különböző figurákat ábrázolnak: madarak, démonok, hüllők, stb. 18 fő táncforma kötődik a pahatharata stílushoz, ezeket Daha Ata Sanniya néven ismerik, és arra szolgálnak, hogy kiűzzék a 18 féle betegséget az emberi testből.
Sabaragamu-táncok (Sabaragamuwa Natum)
A táncokat általában Ratnapurában adják elő, ez Saman istenség imádatához köthető, akit a helyiek rendkívül tisztelnek. A Sabaragamuwa stílusban 32 fő tánc található.

## Ördög táncok

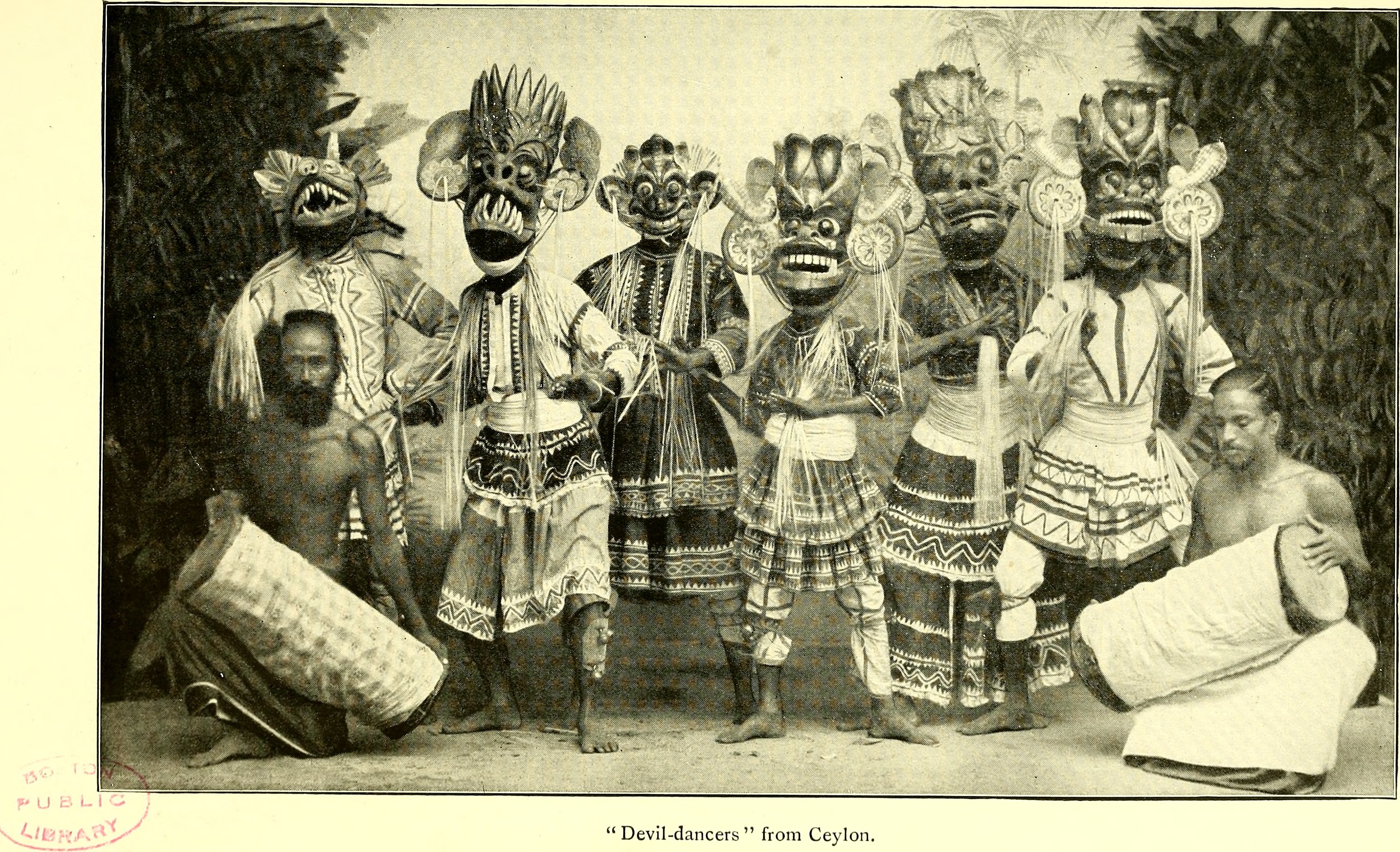
Ördög táncok a huszadik század elején.

Az Ördög táncok a népi babonákhoz köthetők, melyek szerint bizonyos betegségek okai az úgynevezett láthatatlan erők és a tánc ezek elüldözésére szolgál. Mikor egy személy vagy egy család megbetegszik ’tovil’ szertartást hajtanak végre. A ’tovil’ ceremónia végrehajtható egyszerű, zártkörű módon (csak a szűk család és a közvetlen szomszédok), vagy bevonhatják akár az egész falut is. Több ’tovil’ szertartáson megjelennek az álarcot viselő táncosok, a két legismertebb a ’Maha Sohon Samayama’ és a ’Gara Yakuma’ szertartás.
Az előadó medve jelmezt ölt és ehhez maszkot visel. A ’tovil’ gyakran foglal magába ’sanni’-táncokat, ahol az összes táncos álarcot visel. A ’daha ata sanniya’ a tizennyolc betegségre utal, melyekért démonok a felelősek.
A táncosok különböző figurákat ábrázoló maszkokban részt vesznek a felvonulásokon bizonyos ünnepségek ideje alatt. Innen eredeztethetők a gyermekek és kamaszok által viselt álarcok, melyeket utcai fellépéseken használtak a Vészák ideje alatt.

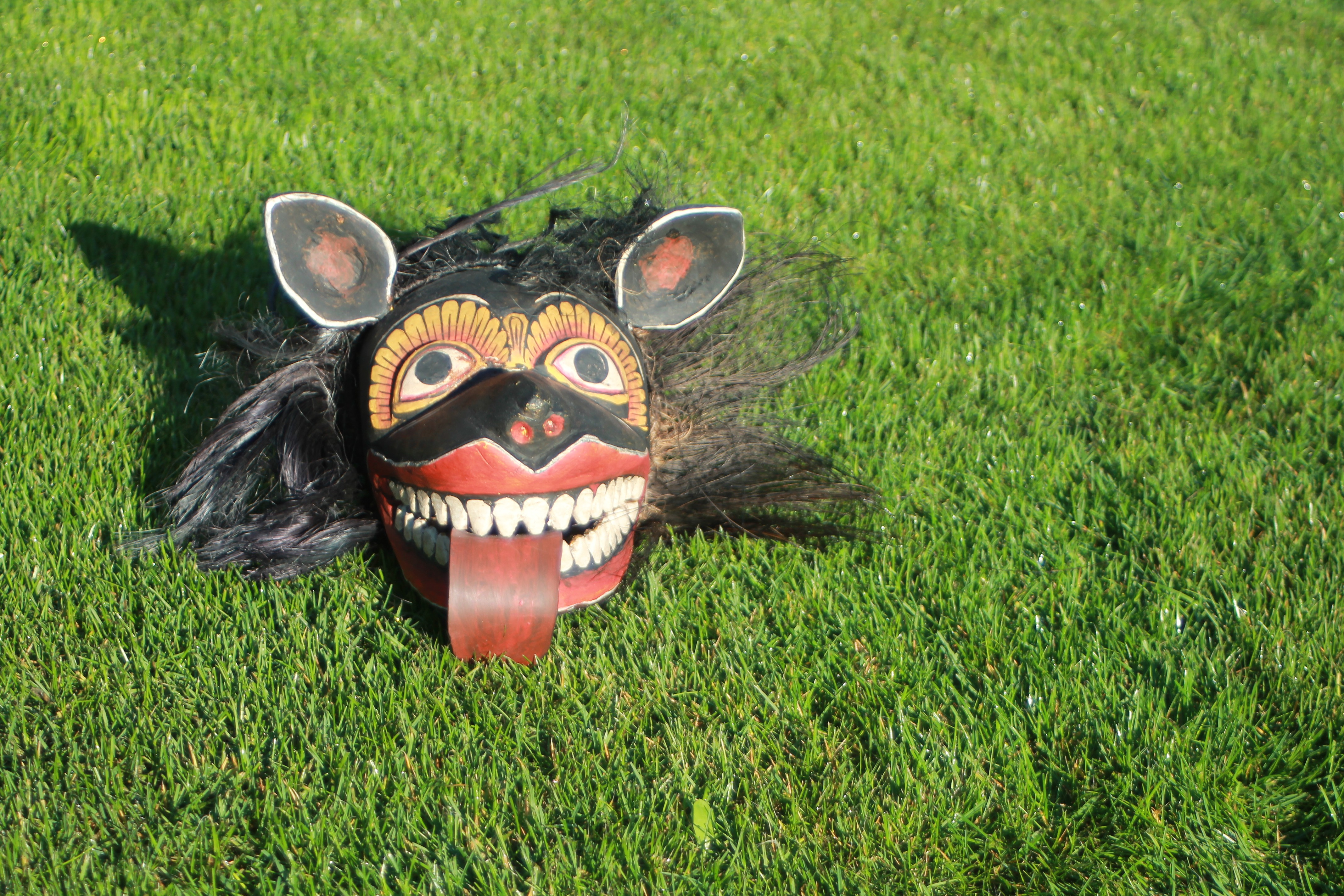
Tovil szertartásban használt maszk a Maha Sonoha nevű démonról.

Az ördög táncok egyszerűbb változata általában reggel, a színpad megépítésével, a díszítések felhelyezésével és a jelmezek előkészítésével kezdődik. Az előadók felépítik az összetett színpadot, mely előtt a tánc elkezdődik. A színpad általában frissen vágott kókuszpálmák vagy banánfák törzséből készül, de régiótól és az elérhető anyagoktól függően készülhet agyagból és sárból is. A táncosokat dobok kísérik, melyek szintén a rituálé kezdetét jelzik. A teljes szertartás nagyjából reggeltől reggelig tart, a táncosok rendszerint bételdió levet és kólát fogyasztanak, hogy ébren tudjanak maradni. Előfordul, hogy a táncok akár napokig is eltartanak.

## Népi táncok
A klasszikus táncformákon kívül még léteznek az úgynevezett népi táncok, melyek a népi tevékenységekhez és fesztiválokhoz köthetők. A leekeli (bot-tánc), kalagedi (edény-tánc), raban (kézi dob) és polkatu (kókuszdió) a jelenleg jelenlévő népi táncok.

## Tánc dráma
A síkvidéki területeken ismert egy Kolam nevű tánc-dráma, melyben a táncosok állatokat vagy ismertebb alakokat (királyokat, hivatalnokokat) ábrázoló maszkokat viselnek. A Kolam főleg szórakoztatásra és társadalmi szatírára szolgál. Egyes feltételezések alapján a Kolam a Sanni Yakuma nevű rituáléból alakulhatott ki.

## Táncok akkor és most
A hagyományos táncformákat a különböző ceremóniákkal és több száz éves rituálékkal kapcsolják össze, melyek még a buddhizmus megjelenése előtti népi hiedelmekhez vezethetők vissza, a krisztus előtti 3. századra.
A buddhizmus előtti népi vallás több különböző istent és démont tartott számon, akik képesek voltak egyaránt áldásokat és átkokat is szórni. A hiedelmek szerint ezeket az isteneket és démonokat vagy kiengesztelni, vagy pedig kiűzni kellett, különböző áldozatok és rituális szertartások végrehajtásával.
A Kandy-tánc eredete a Kohomba Kankariya nevű rituáléban gyökerezik, melyet Kohomba istenség tiszteletére mutattak be a járványok és balszerencse elkerülésének érdekében. Manapság már csak ritkán végzik el ezt a rituálét, de a hozzá köthető táncokat gyakran látni a Kandy Perahera fesztiválon.
A Ruhunu-tánc eredete a Devol Maduwa szertartásokhoz, melyeket Devol istenség/démon kiengesztelésére mutattak be és a Rata Yakuma valamint Sanni Yakuma nevű ördögűző szertartásokhoz köthető.
A Saparagamu táncot a Gam Maduwa nevű szertartáshoz kötik, melyet Pattini istennő tiszteletére mutatnak be. A szertartás célja a gonosz szellemek elűzése, a betegségektől való megszabadulás vagy a jó termés elérése.

## Bővebben
- Kummi
- Ritual dancing in rural Sri Lanka: Mystery of the masks
- https://web.archive.org/web/20071018200649/http://gammeddehewa.addr.com/thovil.htm

## Fordítás
Ez a szócikk részben vagy egészben  a   Dances of Sri Lanka című angol Wikipédia-szócikk ezen változatának fordításán alapul.  Az eredeti cikk szerkesztőit annak laptörténete sorolja fel. Ez a jelzés csupán a megfogalmazás eredetét és a szerzői jogokat jelzi, nem szolgál a cikkben szereplő információk forrásmegjelöléseként.